# Who You Selling For
Who You Selling For é o terceiro álbum de estúdio da banda de rock americana The Pretty Reckless, lançado em 21 de outubro de 2016 pela Razor & Tie. O álbum alcançou o número 13, no US Billboard 200 e o número 23 no UK Albums Chart. Seu principal single, "Take Me Down", entrou no Billboard US Mainstream Rock, em outubro de 2016. O álbum também gerou os singles "Oh My God" e "Back to the River".

## Antecedentes e lançamento
No início de setembro de 2015, a vocalista Taylor Momsen confirmou que a banda estava trabalhando em material novo em estúdio. Momsen co-escreveu todas as músicas com o principal guitarrista da banda Ben Phillips, enquanto o álbum foi produzido pelo colaborador de longa data Kato Khandwala. O trabalho de composição para o álbum, começou logo após a conclusão de dois anos de turnê em apoio ao segundo álbum de estúdio da banda, Going to Hell (2014). "Nós tínhamos tanto pra dizer, era como agitar uma lata de refrigerante em turnê, e então, quando começamos a escrever, abrimos a tampa", disse Momsen. "A vida em turnê é muito isolada. Você olha para o mundo através de uma janela de ônibus ou avião. Mas a música é o fator de cura. É a única coisa que está sendo fundada e nossa verdadeira companheira nessa selva. Ela nos salvou novamente".
O título do álbum, Who You Selling For, e sua data de lançamento foram anunciados oficialmente em 9 de agosto de 2016. Em relação ao título, Momsen disse: "Para mim, é uma questão que me desafia, me faz questionar sobre o que estou fazendo com a minha vida. Ele questiona o significado das nossas ações, seja o que for. Ele também define o disco de uma maneira mais ampla, pedindo ao ouvinte para que olhe para o significado de cada música além do óbvio." Ela também explicou que a arte de capa é "uma representação muito direta de como eu me sinto no momento. Eu queria que fosse artístico e que mostre como eu me sinto nesse momento da minha disco e trabalharam com base nas músicas, para criarem essa imagem."
O single principal de Who You Selling For, "Take Me Down", foi lançado digitalmente em 15 de julho de 2016, e foi enviado a rádio Active rock, dos EUA em 19 de julho. Na parada da Billboard Mainstream Rock, e single estreou em 5 de novembro de 2016, fazendo o The Pretty Reckless torna-se o primeiro grupo a ter seus quatro primeiras singles alcançando o número um nessa parada, bem como o grupo com uma vocalista feminino, com a posição mais alta. "Oh My God" foi lançado em 9 de setembro de 2016, como o segundo single do álbum. Em apoio ao álbum, a banda embarcou na Who You Selling For Tour nos Estados Unidos, que começou em 20 de outubro de 2016 em Tulsa (Oklahoma). O terceiro single, "Back to the River", foi lançado na rádio Active rock dos EUA, em 13 de junho de 2017.

## Recepção da crítica
| Críticas profissionais | Críticas profissionais |
| Avaliações da crítica  | Avaliações da crítica  |
| Fonte                  | Avaliação              |
| ---------------------- | ---------------------- |
| AllMusic               | [ 11 ]                 |
| Rock Sound             | 6/10                   |

Stephen Thomas Erlewine do AllMusic, opinou que a banda "decidiu crescer em Who You Selling For e, graças ao seu músculo inerente e à aguda articulação do produtor Kato Khandwala, essa maturação autoconsciente ficou bem sucedida". Chad Bowar do Loudwire, escreveu que o álbum "continua a constante maturação do som [da banda], distribuindo uma variade de músicas memoráveis", concluindo: "Com muitas bandas de hard rock que soam estéreis e calculadas, Who You Selling For, faz o oposto, se destaca ainda mais pela emoção e originalidade". Emma Matthews do Rock Sound, comentou que "The Pretty Reckless pode ter evoluído ao longo dos anos, mas uma característica que permanece é a falta de medo de Taylor Momsen diante de mudanças".

## Desempenho comercial
Who You Selling For estreou no número 13 na Billboard 200 do EUA, com 19.580 cópias vendidas, só com vendas de álbuns físicos. O álbum estreou no número 23 no UK Albums Chart, vendendo 4.157 cópias na primeira semana.

## Faixas
Todas as faixas escritas e compostas por Taylor Momsen e Ben Phillips. Todas as faixas produzidas por Kato Khandwala. 
| N.º            | Título                                              | Duração |  |
| 1.             | "The Walls Are Closing In / Hangman"                | 6:36    |  |
| 2.             | "Oh My God"                                         | 3:25    |  |
| 3.             | "Take Me Down"                                      | 4:13    |  |
| 4.             | "Prisoner"                                          | 3:00    |  |
| 5.             | "Wild City"                                         | 4:48    |  |
| 6.             | "Back to the River" (participação de Warren Haynes) | 5:07    |  |
| 7.             | "Who You Selling For"                               | 2:47    |  |
| 8.             | "Bedroom Window"                                    | 2:04    |  |
| 9.             | "Living in the Storm"                               | 5:01    |  |
| 10.            | "Already Dead"                                      | 4:16    |  |
| 11.            | "The Devil's Back"                                  | 7:06    |  |
| 12.            | "Mad Love"                                          | 3:23    |  |
| Duração total: | Duração total:                                      | 51:46   |  |

| Faixas bônus da edição japonesa |                                  |         |  |
| N.º                             | Título                           | Duração |  |
| 13.                             | "The Devil's Back" (Versão Demo) | 7:09    |  |
| Duração total:                  | Duração total:                   | 58:55   |  |

## Créditos
Créditos listados no livreto do álbum Who You Selling For.
- Taylor Momsen – vocais
- Andy Burton – teclados, órgão, piano
- Tommy Byrnes – guitarra (em Back To The Rivers)
- Jay Colangelo – técnico (bateria)
- Jenny Douglas-Foote – vocais (em Take Me Down e Wild City)
- Demon Drums – técnico (bateria)
- JD Findley – técnico (bateria)
- Josh Gomersall – assistente de registo
- Warren Haynes – guitarra, principal (em Back To The River)
- Noel Herbolario – assistente de registo
- Ted Jensen – tomada
- Sean "Gingineer" Kelly – engenheiro/técnico suplementar
- Kato Khandwala – mistura, produção, gravação
- Adam Larson – direção de arte
- Christian Pelaez – assistente de gravação
- Janice Pendarvis – coros (em Take Me Down e Take Me Down)
- Sophia Ramos – coros (em Take Me Down e Take Me Down)
- Ryan Smith – vinil

## Desempenho nas paradas
| Chart (2016)                            | Maior posição |
| --------------------------------------- | ------------- |
| Austrália (ARIA)                        | 33            |
| Áustria (Ö3 Austria Top 40)             | 42            |
| Bélgica (Ultratop Flandres)             | 192           |
| Bélgica (Ultratop Valônia)              | 133           |
| Canadá (Billboard)                      | 12            |
| França (SNEP)                           | 90            |
| Alemanha (Offizielle Deutsche Charts)   | 38            |
| Itália (FIMI)                           | 96            |
| Japão (Oricon)                          | 162           |
| Nova Zelândia (RMNZ)                    | 24            |
| Escócia (Official Scottish Albums)      | 14            |
| Suíça (Schweizer Hitparade)             | 45            |
| Reino Unido (Official Albums Chart)     | 23            |
| Reino Unido (UK Rock & Metal Albums)    | 2             |
| Estados Unidos (Billboard 200)          | 13            |
| Estados Unidos (Top Alternative Albums) | 2             |
| Estados Unidos (Top Hard Rock Albums)   | 3             |
| Estados Unidos (Top Rock Albums)        | 4             |

| Chart (2016)                        | Posição |
| ----------------------------------- | ------- |
| US Top Hard Rock Albums (Billboard) | 38      |